# مصباح الحمم
مصباح الحمم هو مصباح ديكوري اخترعه رجل الأعمال البريطاني إدوارد كرافن ووكر في عام 1963، وهو مؤسس شركة الإضاءة مايثموس. حيث يتكون المصباح من كتلة من خليط شمعي ملون موجودة داخل وعاء زجاجي، في حين يحتوي الجزء المتبقي من الوعاء على سائل شفاف أو شبه شفاف. يتم وضع الوعاء على قاعدة تحتوي على لمبة متوهجة تعمل على تسخين الشمع، مما يؤدي إلى تقليل كثافته مؤقتًا وتقليل التوتر السطحي للسائل. مع ارتفاع درجة الحرارة، يصعد الشمع الدافئ إلى أعلى السائل. وعند تبريده، يفقد طفوته وينزل مجددًا إلى قاع الوعاء، ويستمر هذا الدورة بشكل يعكس مظهر حمم الباهوهو، وهو السبب وراء تسمية المصباح بهذا الاسم. وتجدر الإشارة إلى أن هذه المصابيح تأتي بتصاميم وألوان متنوعة. بالإضافة إلى ذلك، ترتبط مصابيح الحمم بثقافات الهيبي والماريجوانا، مما أضفى عليها شهرة إضافية بين تلك الأوساط.

## آلية عمل المصباح
يحتوي المصباح الكلاسيكي من نوع لامبا الحمم على مصباح متوهج عادي أو مصباح هالوجين يعمل على تسخين زجاجة طويلة. وفقًا لصيغة تم تسجيلها في براءة اختراع أمريكية عام 1968، يتكون المزيج من ماء ومزيج شفاف أو نصف شفاف أو معتم من زيت معدني، وشمع البارافين، ورابع كلوريد الكربون. ص. 2، السطر 30. كما يمكن تلوين الماء الشفاف أو الزيت المعدني باستخدام أصباغ شفافة.
يُعرف الشمع العادي بكثافته المنخفضة مقارنةً بالماء، مما يجعله يطفو على السطح في أي درجة حرارة. ولكن يتم إضافة رابع كلوريد الكربون – الذي يتميز بكثافة أعلى من الماء وغير قابل للاشتعال وقابل للامتزاج مع الشمع – إلى خليط الشمع لجعل كثافته عند درجة حرارة الغرفة أعلى قليلًا من كثافة الماء. عندما يتم تسخين الخليط، يتمدد الشمع أكثر من الماء، مما يقلل كثافته مقارنةً بالماء. ونتيجة لذلك، يصبح الشمع أكثر سيولة وتصعد كتل صغيرة منه إلى أعلى الزجاجة. في الأعلى، تبرد الكتل، مما يزيد كثافتها مقارنةً بالماء، فتبدأ بالنزول مرة أخرى. ص. 1، الأسطر 40 و45. يحتوي قاعدة الزجاجة على لفافة معدنية تساعد في كسر التوتر السطحي لكتل الشمع الباردة، مما يسمح لها بالتجمع مرة أخرى. منذ عام 1970، توقفت مصابيح الحمم المصنوعة للسوق الأمريكي عن استخدام رابع كلوريد الكربون، وذلك بسبب حظره في ذلك العام نتيجة سميته. ذكرت شركة هاغيرتي، المصنعة الحالية لهذه المصابيح، أن تركيبتها الحالية تعد سرًا تجاريًا.
وعند ذوبان الشمع، لا ينبغي هز المصباح أو تحريكه، حيث قد يؤدي ذلك إلى استحلاب السائلين، ما يتسبب في أن يصبح السائل المحيط بكتل الشمع معكرًا بدلًا من أن يكون شفافًا. تحدث عملية إعادة التكتل تلقائيًا كجزء من الدورة الطبيعية للشمع داخل الزجاجة، ولكن الطريقة الوحيدة لإعادة الشمع بالكامل إلى حالته الأصلية هي إطفاء المصباح والانتظار لعدة ساعات، حيث يستقر الشمع مرة أخرى في القاع مشكلاً كتلة واحدة. في الحالات الشديدة، قد تكون هناك حاجة إلى عدة دورات من التسخين والتبريد لإعادة الزجاجة إلى حالتها الصافية. وفي عام 2015، تم تقديم تصميم جديد يستخدم السوائل الفيرومغناطيسية بدلاً من الشمع.

## التاريخ
في عام 1963، استلهم رجل الأعمال البريطاني إدوارد كرافن ووكر فكرة مصباح الحمم بعد مشاهدته مؤقت طهي مصنوع يدويًا، مكوّن من شاكر كوكتيل مليء بالسوائل، يتصاعد فقاعاته على موقد داخل إحدى الحانات. كان هذا التصميم الأولي من ابتكار دونالد دانيت، حيث سجله وحصل على براءة الاختراع البريطانية رقم GB 703924. لاحقًا، قام ووكر بتوظيف المخترع البريطاني ديفيد جورج سميث لتطوير الجهاز والصيغة الكيميائية المطلوبة له. يُنسب لسميث ابتكار الجهاز، حيث ورد اسمه كمخترع في براءة الاختراع الأمريكية رقم 3,387,396 لجهاز عرض "Display Device"، والتي تم تقديمها في عام 1965 من قبل شركة كرافن ووكر، وصدر عنها البراءة في عام 1968. كانت شركة كرافن ووكر تُسمى Crestworth، وتقع في بول، دورست، المملكة المتحدة. أطلق على المصباح اسم "Astro"، وقدم نسخًا متنوعة منه، مثل "Astro Mini" و"Astro Coach" على شكل فانوس.
وفي عام 1965، لاحظ أدولف ويرثيمر وهاي سبيكتور منتج ووكر خلال معرض تجاري في ألمانيا. استحوذا على حقوقه في السوق الأمريكي وأنشآ شركة "Lava Manufacturing Corporation" في شيكاغو لبيع المنتج تحت اسم "Lava Lite Lamp". وفي أواخر السبعينيات، بيعت الحقوق الأمريكية إلى لاري هاغيرتي، الذي أنشأ شركة فرعية باسم "Lava World International" لإنتاج المصابيح في الولايات المتحدة لأكثر من 30 عامًا.
في عام 2003، نقلت الشركة الأمريكية "Lava World International" عمليات الإنتاج إلى الصين. وفي عام 2008، استحوذت عليها شركة "Talon Merchant Capital" وأعيد تسميتها إلى "Lava Lite LLC". بحلول عام 2016، كانت المصابيح تُباع تحت العلامة التجارية "Lifespan" في أمريكا الشمالية. في عام 2018، استحوذت شركة الألعاب والهدايا "Schylling Inc." على علامة "Lava Lamp" التجارية، ومقرها في شمال أندوفر بولاية ماساتشوستس. تواصل الشركة الاحتفاظ بحقوق الشكل والاسم في السوق الأمريكي.
بعد بيع الحقوق الأمريكية، احتفظ كرافن ووكر بحقوق المصباح لبقية العالم. وفي أواخر الثمانينيات، شارك الشركة مع كريسيدا غرانجر وديفيد مولي، اللذين استحوذا عليها لاحقًا في عام 1992 وأعادا تسميتها إلى "Mathmos". ظل ووكر مستشارًا لهما حتى وفاته في عام 2000. ما زالت "Mathmos" تصنع مصابيح الحمم ومنتجات ذات صلة، وقد فازت بجائزتي الملكة للتصدير، بالإضافة إلى جائزة أفضل تصميم متعدد الوسائط في جوائز "Design Week". حيث تم إطلاق مصباح الحمم "Astro" في عام 1963، واحتفل بذكراه الخمسين في عام 2013. ولا تزال مصابيح Mathmos تُصنع في المصنع الأصلي في بول، دورست.